# Liste de stylistes
Cette liste de stylistes énumère les « stylistes » les plus notoires, pratiquant la création pour le prêt-à-porter, par opposition aux « couturiers » ou « grands couturiers », pratiquant ou ayant pratiqué en France la haute couture (une liste partielle d'entreprises ou de couturiers est tenue à jour sur la page de l'article concerné). Certaines personnalités, ayant une double activité, peuvent donc bénéficier des deux appellations. On peut citer, à titre d'exemple, Karl Lagerfeld œuvrant pour la ligne haute couture de Chanel, mais également pour sa propre ligne de prêt-à-porter. Les entreprises de prêt-à-porter n'apparaissent pas sur cette liste.

## Allemagne
- Hugo Boss
- Karl Lagerfeld
- Rudolph Moshammer
- Philipp Plein
- Jil Sander
- Bernhard Willhelm
- Georg Lux

## Argentine
- Dalila Puzzovio

## Australie
- Collette Dinnigan (en)
- Leona Edmiston (en)
- Martin Grant
- Alannah Hill (en)
- Lisa Ho (en)
- Akira Isogawa (en)
- Jenny Kee (en)
- Peter Morrissey (en)
- Alex Perry (en)
- Joe Saba (en)
- Richard Tyler (en)
- Paul Vasileff (en)
- Carla Zampatti

## Belgique
- Dirk Bikkembergs
- Veronique Branquinho
- Ann Demeulemeester
- Jean-Paul Knott
- Jean-Paul Lespagnard
- Martin Margiela
- Bruno Pieters (nl)
- Raf Simons
- Olivier Strelli
- Olivier Theyskens
- Kris van Assche
- Walter Van Beirendonck
- Dries Van Noten
- Bernard Depoorter

## Brésil
- Zuzu Angel
- Isabela Capeto (pt)
- Francisco Costa (en)
- Silvio Halleck
- Fause Haten (pt)
- Alexandre Herchcovitch
- Clodovil Hernandes
- Gustavo Lins
- Dener Pamplona de Abreu (pt)

## Cameroun
- Imane Ayissi
- Mason Ewing
- Mireille Nemale

## Côte d'Ivoire
- Loza Maléombho
- Pathé'O

## Espagne
- Cristóbal Balenciaga
- Manolo Blahnik
- Jesús del Pozo (es)
- Victorio & Lucchino
- Ágatha Ruiz de la Prada
- Amaya Arzuaga
- Adolfo Domínguez
- Pedro del Hierro
- Kina Fernández (es)
- Antonio Miró (es)
- Paco Rabanne
- Madame Renaud (Ana Renaud)
- Maria Molist
- Caroline Montagne Roux
- Joana Valls

## États-Unis
- Virgil Abloh
- Jhane Barnes (en)
- Geoffrey Beene
- Bill Blass
- Thom Browne
- Tory Burch
- Hattie Carnegie
- Oleg Cassini
- Oscar de la Renta
- Tom Ford
- Carolina Herrera
- Tommy Hilfiger
- Marc Jacobs
- Donna Karan
- Norma Kamali
- Tina Knowles
- Calvin Klein
- Michael Kors
- Derek Lam
- Ralph Lauren
- Roy Halston Frowick
- Kimora Lee Simmons
- Mainbocher
- Jay McCarroll (en)
- Isaac Mizrahi
- Todd Oldham
- Rick Owens
- Hervé Pierre
- Lilly Pulitzer
- Jeremy Scott
- Anna Sui
- Kate Spade
- Tere Tereba
- Vera Wang
- Alexander Wang
- Narciso Rodriguez

## France
- Azzedine Alaïa
- Charles Anastase
- Jocelyn Armel
- Christian Audigier
- Pierre Balmain
- Karim Bonnet
- Vanessa Bruno
- Pierre Cardin
- Fifi Chachnil
- Lucie Carrasco
- Marie-Louise Carven
- Jean-Charles de Castelbajac
- Coco Chanel
- André Courrèges
- Lionel Cros
- Gérard Darel
- Christian Dior
- Julien Fournié
- Jean Paul Gaultier
- Nicolas Ghesquière
- Marithé et François Girbaud
- Hubert de Givenchy
- Christophe Guillarmé
- Anne Valérie Hash
- Daniel Hechter
- Guillaume Henry
- Pascal Jaouen
- Jean-Claude Jitrois
- Michel Klein
- Germaine Krebs
- René Lacoste
- Christian Lacroix
- Jeanne Lanvin
- Ted Lapidus
- Christophe Lemaire
- Guillaume Lemiel
- Christian Louboutin
- Isabel Marant
- Léo Marciano
- Caroline Montagne Roux
- Claude Montana
- Thierry Mugler
- Louis-Gabriel Nouchi
- Sami Nouri
- Jean Patou
- Claudie Pierlot
- Val Piriou
- Simon Porte Jacquemus
- Lola Prusac
- Rose Repetto
- Nina Ricci
- Marcel Rochas
- Maggy Rouff
- Olivier Rousteing
- Sonia Rykiel
- Yves Saint Laurent
- Maxime Simoëns
- Hedi Slimane
- Franck Sorbier
- Chantal Thomass
- Éric Tibusch
- Agnès Troublé
- Emanuel Ungaro

## Inde
- Manish Malhotra

## Italie
- Giorgio Armani
- Alberto Aspesi (it)
- Mariella Burani (de)
- Roberto Capucci
- Roberto Cavalli
- Nino Cerruti
- Alberta Ferretti
- Domenico Dolce
- Stefano Gabbana
- Valentino Garavani
- Maria Grazia Chiuri
- Salvatore Ferragamo
- Gianfranco Ferrè
- Guccio Gucci
- Ottavio Missoni
- Anna Molinari (it)
- Franco Moschino
- Pierpaolo Piccioli
- Miuccia Prada
- Emilio Pucci
- Nina Ricci
- Elsa Schiaparelli
- Riccardo Tisci
- Nicola Trussardi (it)
- Donatella Versace
- Gianni Versace

## Jamaïque
- Dexter Pottinger

## Japon
- Chitose Abe
- Jun Ashida (en)
- Rei Kawakubo
- Issey Miyake
- Hanae Mori
- Kenzo Takada
- Yohji Yamamoto
- Junya Watanabe

## Liban
- Elie Saab
- Zuhair Murad
- Rabih Kayrouz

## Nigeria
- Folake Coker
- Lisa Folawiyo
- Amaka Osakwe

## Pays-Bas
- Iris van Herpen
- Viktor & Rolf

## Portugal
- Fatima Lopes

## Royaume-Uni
- Walé Adeyemi (en)
- Christopher Bailey
- William Baker (en)
- Luella Bartley
- Thomas Burberry
- Sarah Burton
- Hussein Chalayan
- Giles Deacon (en)
- John Galliano
- Betty Jackson (en)
- Stella McCartney
- Alexander McQueen
- Jean Muir (en)
- Gareth Pugh
- Mary Quant
- Paul Smith
- Alice Temperley
- Vivienne Westwood
- Matthew Williamson
- Phoebe Philo

## Russie
- Valentin Yudashkin

## Sénégal
- Oumou Sy
- Collé Ardo Sow

## Suisse
- Elsa Barberis

## Autres
- Andre Kim (en) (Corée)
- Bouchra Jarrar (Maroc/France)
- Carlota Alfaro (Puerto Rico)
- Arne & Carlos (Norvège/Suède)
- Ib Kamara (Sierra Leone)
- David Koma (Géorgie)
- Helmut Lang (Autriche)
- Lars Nilsson (Suède)
- Jonny Johansson (Suède)
- Lars Hillingsø (Danemark)
- Alejandro Carlin (Mexique)
- William Duborgh Jensen (Norvège)
- Demna Gvasalia (Géorgie)
- Mireille Mpere (Canada)
- Bibi Russell (Bangladesh)
- Nellie Yu Roung Ling (Chine)

## Fictif
La mode est un thème récurrent au cinéma et à la télévision. Il est donc fréquent de voir des créateurs de modes fictifs apparaître dans divers programmes. Plus ou moins inspirées de vrai personnalité comme Anna Wintour, avec les personnages de Miranda Priestly et la Baronne Von Hellman,.
- Ana Ribera, styliste espagnole interprétée par Paula Echevarría - Velvet (série télévisée), Velvet : Un Noël pour se souvenir
- Baronne von Hellman, styliste britannique interprétée par Emma Thompson - Cruella
- Cruella d'Enfer, styliste britannique interprétée à quatre reprises : 
  - Glenn Close - Les 101 Dalmatiens, Les 102 Dalmatiens
  - Victoria Smurfit - Once Upon a Time (série télévisée)
  - Wendy Raquel Robinson - Descendants
  - Emma Stone - Cruella
- Claude Sabine, styliste français, interprétée par Tom Riley - The Collection
- Miranda Priestly, styliste américaine, interprétée par Meryl Streep - Le Diable s'habille en Prada

- Raul de la Riva, styliste espagnol interprété par Asier Etxeandia - 
  - Velvet (2014-2016), Velvet Coleccion (2017-2019)
  - Velvet : un Noël pour se souvenir (2020)
- Sira Quirogan, interprétée par Adriana Ugarte dans L'Espionne de Tanger (2016)
- Reynolds Woodcock, interprétée par Daniel Day-Lewis, dans Phantom Thread (2017)